# Mejor quinteto de rookies de la American Basketball Association
El Mejor quinteto de rookies de la ABA fue el reconocimiento que cada temporada otorgaba la ABA a los cinco mejores jugadores debutantes en la competición.

## Ganadores
|                      | Elegido en el Basketball Hall of Fame                                              |
| jugador (en negrita) | indica al jugador que esa temporada se llevó el premio al Rookie del Año de la ABA |

| Temporada |                    |                         |
| Temporada | Jugador            | Equipo                  |
| --------- | ------------------ | ----------------------- |
| 1967-68   | Bob Netolicky      | Indiana Pacers          |
| 1967-68   | Trooper Washington | Pittsburgh Pipers       |
| 1967-68   | Mel Daniels        | Minnesota Muskies       |
| 1967-68   | Jimmy Jones        | New Orleans Buccaneers  |
| 1967-68   | Louie Dampier      | Kentucky Colonels       |
| 1968-69   | Ron Boone          | Dallas Chaparrals       |
| 1968-69   | Warren Jabali      | Oakland Oaks            |
| 1968-69   | Larry Miller       | Los Angeles Stars       |
| 1968-69   | Gene Moore         | Kentucky Colonels       |
| 1968-69   | Walter Piatkowski  | Denver Rockets          |
| 1969-70   | Mike Barrett       | Washington Caps         |
| 1969-70   | John Brisker       | Pittsburgh Pipers       |
| 1969-70   | Mack Calvin        | Los Angeles Stars       |
| 1969-70   | Spencer Haywood    | Denver Rockets          |
| 1969-70   | Willie Wise        | Los Angeles Stars       |
| 1970-71   | Joe Hamilton       | Texas Chaparrals        |
| 1970-71   | Wendell Ladner     | Memphis Pros            |
| 1970-71   | Dan Issel          | Kentucky Colonels       |
| 1970-71   | Samuel Robinson    | The Floridians          |
| 1970-71   | Charlie Scott      | Virginia Squires        |
| 1971-72   | Julius Erving      | Virginia Squires        |
| 1971-72   | George McGinnis    | Indiana Pacers          |
| 1971-72   | Artis Gilmore      | Kentucky Colonels       |
| 1971-72   | Johnny Neumann     | Memphis Pros            |
| 1971-72   | John Roche         | New York Nets           |
| 1972-73   | Jim Chones         | New York Nets           |
| 1972-73   | George Gervin      | Virginia Squires        |
| 1972-73   | James Silas        | Dallas Chaparrals       |
| 1972-73   | Brian Taylor       | New York Nets           |
| 1972-73   | Dennis Wuycik      | Carolina Cougars        |
| 1973-74   | Larry Kenon        | New York Nets           |
| 1973-74   | Mike Green         | Denver Rockets          |
| 1973-74   | Swen Nater         | Virginia / San Antonio  |
| 1973-74   | John Williamson    | New York Nets           |
| 1973-74   | Bo Lamar           | San Diego Conquistadors |
| 1974-75   | Bobby Jones        | Denver Nuggets          |
| 1974-75   | Marvin Barnes      | Spirits of St. Louis    |
| 1974-75   | Moses Malone       | Utah Stars              |
| 1974-75   | Gus Gerard         | Spirits of St. Louis    |
| 1974-75   | Billy Knight       | Indiana Pacers          |
| 1975-76   | M.L. Carr          | Spirits of St. Louis    |
| 1975-76   | Mark Olberding     | San Diego / San Antonio |
| 1975-76   | Kim Hughes         | New York Nets           |
| 1975-76   | David Thompson     | Denver Nuggets          |
| 1975-76   | Ticky Burden       | Virginia Squires        |